# Чжао Пучу
Чжао Пучу (*赵朴初, 5 листопада 1907 — 21 травня 2000) — китайський релігійний, державний та громадський діяч часів Китайської республіки та КНР.

## Життєпис
Походив з родини вчених-чиновників. Народився у повіту Тайху провінції Аньхой. Здобув освіту в університеті Сучжо, який закінчив у 1926 році. Наприкінці 1920-х років перебрався до Шанхаю, включившись в діяльність Китайського буддійського союзу (КБС). Чжао Пучу виконував обов'язки секретаря спочатку міського відділення КБС, потім відділення КБС провінцій Цзянсу і Чжецзян, а після 1938 року — секретаря КБС, керівництво якого знаходилося в центрі у Шанхаї. Діяльність в союзі Чжао поєднував з кар'єрою. На початку 1930-х років стає головним керівником компанії Хуадун.
Незабаром обирається заступником керівника «Товариства чистої карми», однієї з впливових груп буддистів-мирян. У період китайсько-японської війни Чжао Пучу брав участь у патріотичному русі, надавав реальну допомогу китайським біженцям і бездомним підліткам.
Після 1945 року в умовах громадянської війни між Гоміньданом та Комуністичною партією Китаю все більш орієнтується на ідеї буддистів-реформаторів нового напряму, що знаходилися під впливом марксизму, натхненником і теоретиком яких став монах Цзюйцзань.
У жовтні 1949 року Чжао Пучу разом з Цзюйцзанєм брали участь у пленарній сесії Китайської народної політичної узгоджувальної ради. У 1950 році 1950 брав участь у дискусії з питань реформи буддизму. Зокрема обговорювався проєкт розробленого Цзюйцзанем документа, названого «Пропозиції з реформи буддизму». Чжао Пучу, висловивши думку буддистів-мирян, висловився за більш обачний підхід до цієї проблеми, запропонувавши вважати документ чорновим варіантом, який необхідно детально обговорити в буддійських колах.
У 1953 році бере участь в Установчій конференції Буддистської асоціації Китаю (відбувалася в Пекіні), що проводилася з ініціативи Компартії. Чжа Пучу стає Генеральним секретарем організації, фактично другою особою після Голови — ченця Юаньіна. У 1954 році стає делегатом Всекитайських зборів народних представників. Головні зусилля Чжао зосередив на розбудові асоціації та захист буддистів від тиску влади.
Під час культурної революції буддійські храми та монастирі були не тільки закриті, але й розграбовані, діяльність БАК була припинена, а Чжао Пучу зазнав репресій. У вересні 1979 року розпочав дії на відродження асоціації. У грудні 1980 року в Пекіні була скликана 4-я Всекитайська конференція БАК. У ній взяло участь 250 делегатів від провінцій, міст і автономних районів, представників різних національностей, які сповідують ханський, тибетський, палійський напрямки буддизму. Конференція обрала нові керівні органи і як Голову вперше в історії буддійських об'єднань XX ст. мирянина Чжао Пучу.
Чжао Пучу разом з ченцем Мін'яном і ще шістьма соратниками очолили роботу з відновлення буддійських храмів і монастирів. З 1981 року БАК почала видавати журнал «Фа інь» («Голос дхарми»), на сторінках якого знайшли відображення питання віровчення та історії сангхи, сучасні зміни, що відбувалися в ній. Його головним редактором став повернувся із заслання Цзюйцзань, після смерті якого, 1984 року цю посаду протягом 16 років обіймав Чжао Пучу.
Він приділяв багато уваги діяльності Китайського інституту буддизму. Упродовж десятиліть поєднував обов'язки Голови БАК і його ректора з державною діяльністю, бувши заступником голови Китайської народної політичної узгоджувальної ради. У 1985 році отримав Премію миру Нівано (Японія).
Наприкінці 1990-х років виступив з критикою руху Фалуньгуна та його лідера Лі Хунчжі. У 1992 році очолив делегацію релігійних організацій Китаю до Японії. Помер у 2000 році у Пекіні.